# Peristrophe speciosa
Espèce
Classification APG III (2009)
Peristrophe speciosa est une espèce de plantes à fleurs de la famille des Acanthacées. C'est un arbuste originaire de l'Himalaya.
Selon Plants of the World Online, c'est un synonyme de Dicliptera raui.